# マルコマンニ戦争
マルコマンニ戦争（マルコマンニせんそう、ラテン語: bellum Germanicum ベッルウム・ゲルマニクム）は、162年から始まったローマ帝国の北方国境で発生した戦争の総称。主要な敵対勢力であったマルコマンニ人からこのように呼ばれるが、彼らはあくまで参加勢力の一派に過ぎない。戦いの最中でマルクス・アウレリウス帝は病没、180年に後を継いだコンモドゥス帝によってローマ側に有利な和睦が結ばれて戦争は終結した。
アウレリウスの思索書である『自省録』はこの戦争の間に書かれたと考えられている。

## 背景
ユリウス＝クラウディウス朝、フラウィウス朝と続いて第三の王朝となるネルウァ＝アントニヌス朝の時代、ハドリアヌス帝による防備強化の効果もあって平穏な情勢が続いていた。しかしアントニヌス・ピウス帝の時代に徐々に国境の不安定化が進み、その甥であるマルクス・アウレリウス帝は即位後にパルティア帝国との第六次パルティア戦争に臨まねばならなくなった。戦いは将軍ガイウス・アウィディウス・カッシウスの活躍で勝利に帰したが、遠征の為にライン・ドナウ国境の戦力が引き抜かれた状態になっていた。追い討ちをかけるように、直後のアントニヌスの疫病で帝国内は甚大な被害を蒙る事となる。国境防備の弱体化と疫病に加え、国境地帯より遥か東方で蛮族同士の動乱が起きると国境はいよいよ不穏な状態になった。
162年、ドナウ川周辺に滞在していた勢力が一斉に渡河を開始してローマ領内に侵攻し、マルコマンニ戦争の火蓋が切られた。

## 戦争経緯

### 初期の戦闘（162年-167年）
侵攻の一番手となったのはカッティ人とカウキー人の軍勢で、属州ゲルマニア・スペリオルと属州ラエティアへの侵入を試みた。しかし両勢力の攻撃はそれぞれの属州に駐屯する守備部隊の城壁を破れず、数年の戦いを経て165年に帝国領外へ敗走した。しかし蛮族の侵入は未だ序章に過ぎず、同じく困窮した国境地帯の勢力が次々と雪崩れ込んできた。
166年から167年にはロンバルディア人がウビイ人とラクリンギ人を引き連れて属州パンノニアに侵入、約6000名の軍勢が駐屯部隊と衝突した。第1軍団「アディウトリクス」（同名の第2軍団「アディウトリクス」とは別部隊）と補助軍部隊の反撃で比較的容易に退けられたと記録されている。しかし蛮族の侵略が大規模なものであると判断したパンノニア総督イリウス・バッスス（Iallius Bassus）は周辺勢力との交渉に乗り出した。仲介役はマルコマンニ王バルロマルが務め、当分の間はローマとの戦いを行わない休戦協定が取り結ばれた。だが恒久的な講和案は遂に結べず、後に禍根を残す結果となった。
同年、属州ダキアでは複数勢力の同盟であるヴァンダル人の一部の部族が侵攻した。この時に侵入した軍勢はハスディンギ人とラクリンギ人の別支族から構成されていた。ゲルマニアの東半一帯は後の中世にスラーヴィアと呼ばれるようになったが、ヴァンダル人たちはこの地域に広く住んでいた（右上の地図の緑色の一帯）。ハスディンギ人とラクリンギ人はそのうち南部の一帯（現在のポーランド南部からスロバキア、ウクライナ西部、ハンガリーにかけての地域）に住んでいて、ドナウ川を挟んで常々ローマと接触があった。その西隣のサルマティア（現在のウクライナ、ベラルーシ南部、ロシア西南部）には遊牧民サルマタイ人が広く住んでいたが、ハスディンギ人とラクリンギ人は、サルマタイ人のうちのジャマタエという部族の協力を得て駐屯軍に攻撃を加えた。ローマはこちらではパンノニアの様に勝利を得れず、ダキア総督カルプルニウス・プロクルス（Calpurnius Proculus）が戦死する窮地となった。事態に対してアウレリウス帝は属州ダキアのトロエミスに駐屯していた第5軍団「マケドニカ」（パルティア戦争に派遣された部隊の一つ）を前線に向かわせる命令を下した。

### パンノニア遠征(168年-169年)
アウレリウス帝は情勢を憂慮していたものの、アントニヌスの疫病で衰退した状況下では防御が手一杯の状態であった。
168年、延期が続けられていたローマ側の反撃計画が発動され、アクイレイア市に設置された本陣に共同皇帝ルキウス・ウェルスと共に布陣した。アウレリウス帝は新たにイタリア本土で第2軍団「イタリカ」と第3軍団「イタリカ」を増員して遠征に備えた。ローマ帝国の親征軍はアルプス山脈を越えてイリュリア地方へ進出、カルヌントゥムに本陣を移動させた。既に蛮族側はドナウ川を渡河し終わっていたが、遠征軍のカルヌントゥム入城は大きな脅威として彼らとの交渉再開を可能とした。
途中、冬を避けてアクイレイアに帰国したルキウス・ウェルスが急死する事件が起きる。無能な共同皇帝を邪魔に思ったアウレリウス帝が謀殺したとも言われているが、原因は定かでない。事の次第はともかくアウレリウス帝も一旦ローマに戻り、ルキウス帝の葬儀を主宰した。

### ジャマタエ討伐と蛮族の総反撃（170年）

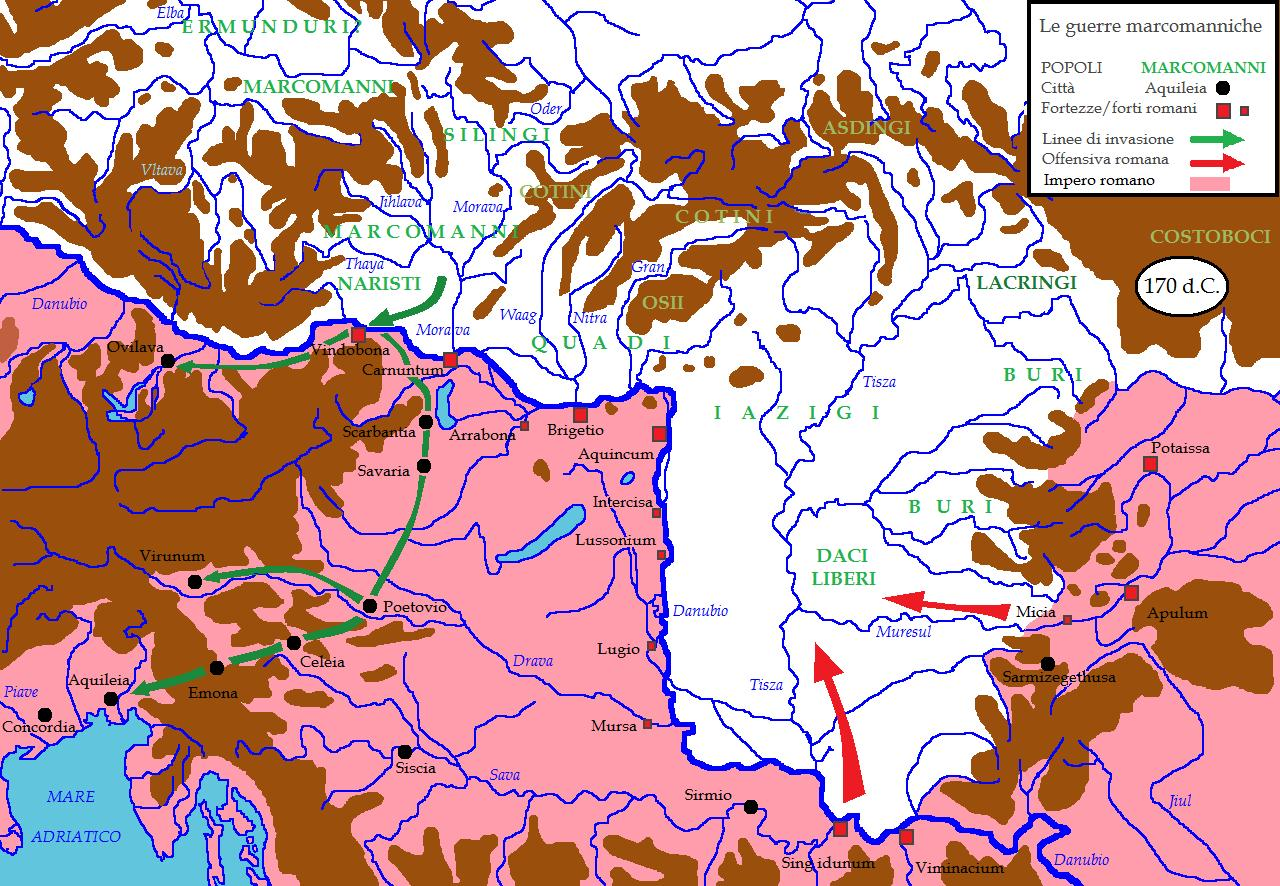
東パンノニア平原へのジャマタエ人討伐遠征と蛮族の総反撃（170年）

169年秋、長女ルキラ（ルキウス帝の后妃であった）の再婚相手であり、自身の娘婿であるクラウディウス・ポンペイアヌスを副将として再びアウレリウス帝は出陣した。今回の狙いはヴァンダル軍と共にダキアを荒らし回っている遊牧勢力のジャマタエ人を討伐する事にあった。これより前にジャマタエ人の勢力はダキアで拡大を続け、援軍を派遣した下モエシア総督クラウディウス・フロントも戦死させていた。しかしジャマタエ人との戦いは思うように進まず停滞し、遠征軍は徒に時間を浪費する状態となった。
ジャマタエ人への苦戦を見て様子を伺っていた別の勢力が間隙を付いて国境地帯へ侵入し始めた。コストボキ人は属州トラキアの防備を破るとバルカン半島北部に侵入、一帯で略奪を繰り広げてトラキアは荒廃とした状態に追い込まれた。更にコストボキ人はバルカン半島を南下してアテネ市へと到達しており、エレウシス神殿を破壊するなどの狼藉を働いている。だがローマにとって最大の危機は比較的ローマ寄りの姿勢を続けていたマルコマンニ人の寝返りであった。
マルコマンニ王バルロマルは周辺勢力と同盟を結び、ドナウ川を一斉に渡河してカルヌントゥムのローマ遠征軍本陣を強襲した。この戦いでアウレリウス帝は大敗を喫して、ローマ軍は遠征軍兵士の内2万名が戦死するという甚大な被害を蒙った。一部軍勢が属州ノリクムに進んで略奪に興じる中、バルロマル王は大多数の軍勢を連れて総崩れとなったローマ帝国軍を追ってイタリア本土へと軍を進めた。アウレリウス帝はバルロマル軍の進撃を止められず、本土北西部の入り口となるオデルツォ市を破壊された上に第二の本陣であるアクイレイア市を包囲された。
ローマの本土が脅かされたのは、かつて共和制末期の大将軍ガイウス・マリウスがキンブリ・テウトニ戦争で蛮族との決戦に及んで以来（紀元前101年）の事であった。

### 決死の反撃（171年-176年）

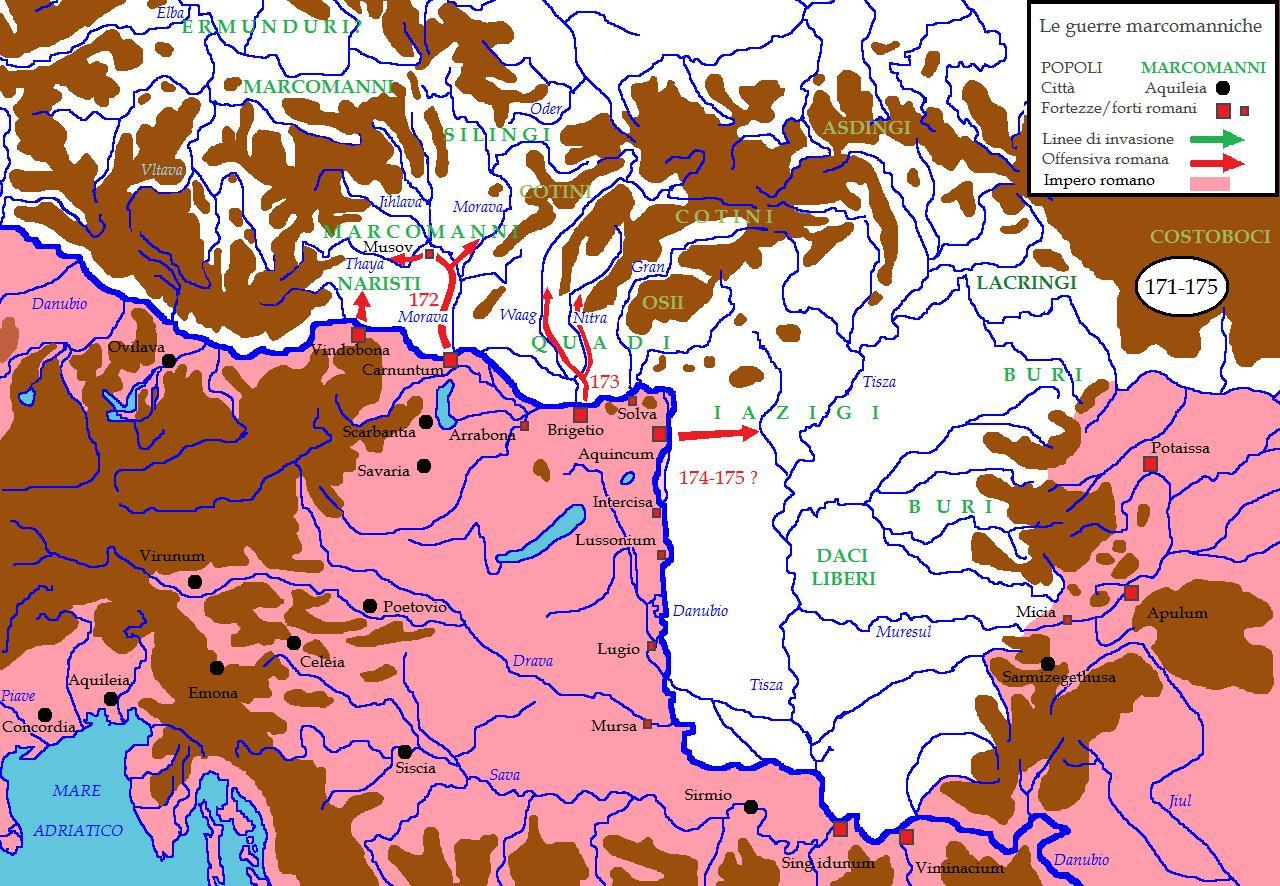
ドナウ川を渡ってのローマ軍の反攻

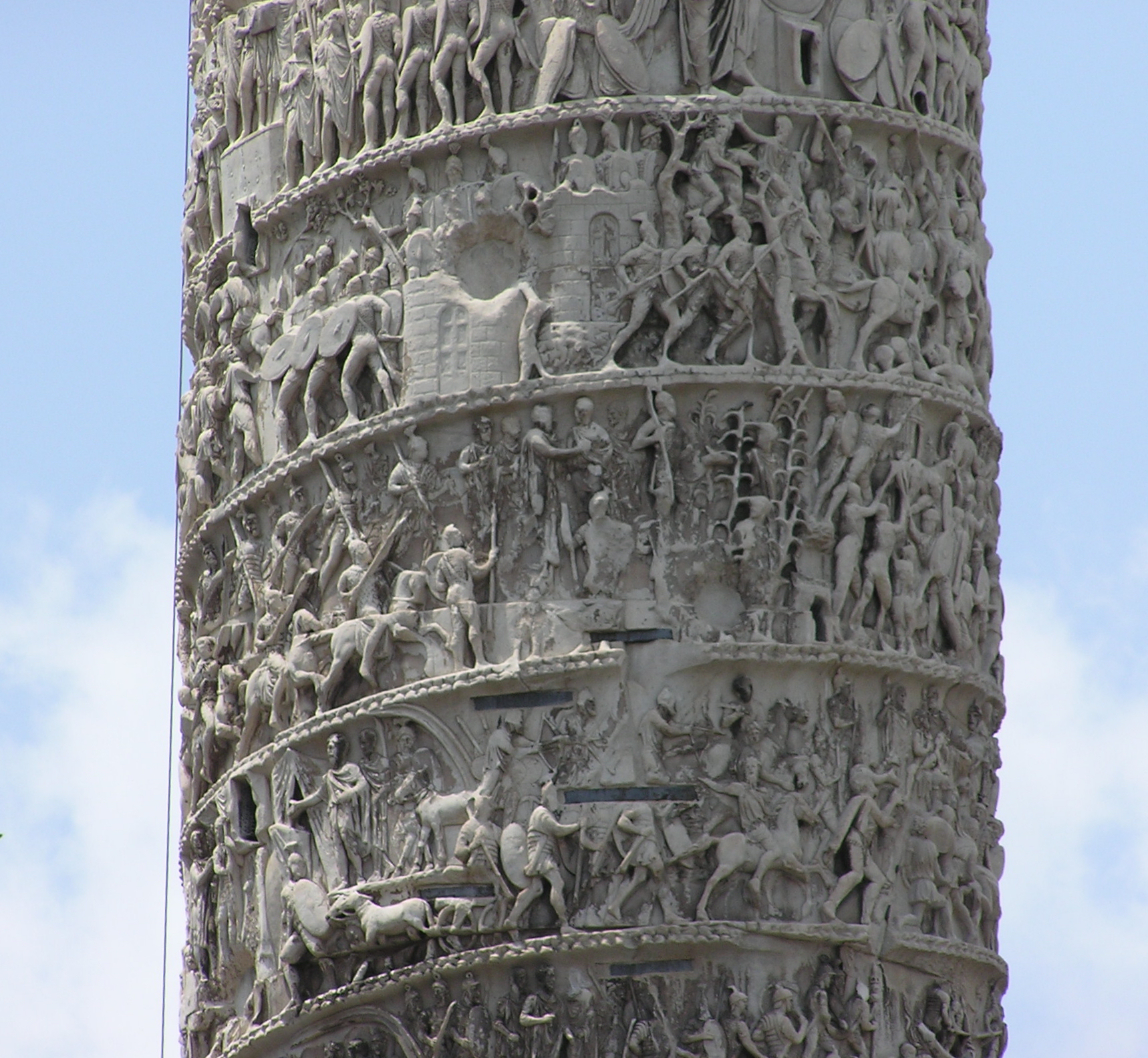
マルクス・アウレリウスの記念柱

著しい敗北はアウレリウス帝に当初の計画を再考する事を余儀なくさせた。帝国のあらゆる属州から矢継ぎ早に増援が送り込まれ、本土に迫るバルロマル軍を押さえ込む事に奔走した。ローマ軍の抵抗が続けられる中、栄達を果たした将軍の一人にペルティナクスがいる。またアウレリウス帝は本土決戦に備えて「プラエテツゥラ・イタリアエ・エト・アルピウム」（praetentura Italiae et Alpium）という軍組織を新しく創設、同組織は本土へ向かう各地の街道を整備・警備する事を主任務とした。更にローマ海軍の大幅な軍拡を推し進め、ドナウ川艦隊の増強を図った。
171年、上記の決死とも言うべき抵抗の甲斐あってアクイレイア市の包囲は解かれ、バルロマル王は軍勢をドナウ川近辺に引き上げさせた。敗走する蛮族に対してすかさずアウレリウス帝は外交工作を仕掛け、幾つかの友好的な勢力と休戦協定を結んで敵軍の分断を図った。ジャマタエ人とヴァンダル人がローマと同盟を結んで反バルロマル軍に転じ、クァディ人とラクリンギ人が休戦協定を結んで戦争から離脱した。
172年、体勢を立て直して反転攻勢に出る準備を整えたローマ軍はドナウ川を渡河し、マルコマンニ人を中心としたバルロマル軍への追撃を開始した。戦いの詳しい経過は不明だが遠征軍はマルコマンニ軍を打ち破ると共に、バルロマル王の同盟者であったコティニ人とウァリスキ人を屈服させてその領域を占領下に置いた。この時、ローマ軍の将軍マルクス・ウァレリウス・マキシミヌスがウァリスキ人の王を処刑している。勝利に対して元老院はアウレリウス帝に「ゲルマニクス」（Germanicus、ゲルマニアでの勝利者）、「ゲルマニア・カプタ」（Germania capta、ゲルマニアの占領者）という二つの称号を与えた。
173年、戦いは終わったかに見えたが休戦に同意したはずのクァディ人が密かにマルコマンニ軍を支援している事が明らかになると、直ちに戦争が再開された。この戦いはクァディ人の猛反撃に第12軍団「フルミナタ」に包囲されるという窮地に立たされたが、当時の通貨などにも記述が残る「雨の奇跡」によって勝利が得られた。歴史家カッシウス・ディオによれば、クァディ軍に包囲されて食料や水を断たれた兵士達は死に瀕したが、突如として降り始めた豪雨によって喉を癒すことができた。そして反対にクァディ軍は雷雨によって大混乱に陥り、反撃に転じた第12軍団の攻撃で総崩れになったと伝えられている。同時代の人々はこれを神の加護と考え、カッシウス・ディオはメルクリウスによる加護ではないかと記述し、古代キリスト教の神学者テルトゥリアヌは「主の加護によるもの」と記述した。マルコマンニへの勝利が続く中、北方でもガリア・ベルギカ総督ディディウス・ユリアヌスがカッティ人とカウキー人の二度目となる侵攻を撃退している。
174年、クァディ人は親ローマ派の王を追放して新しい王を据えたがアウレリウス帝はこれを承認せず、更なる追撃が展開された。174年後半までにはクァディ人の領域は殆どローマ領として大勢の駐屯軍が配置され、クァディ軍はローマ軍の監督下に置かれた。マルコマンニ人、クァディ人との決戦を終えたアウレリウス帝はティサ川に展開していたジャマタエ人討伐の再開へと目標を変え、遠征軍はダキアへと転進した。
175年、数度の戦闘を経てジャマタエ人はローマ軍に屈服して10万名近い捕虜の解放を承認した。加えて6000名の同盟騎兵を提供する条約も結ばれ、彼らの殆どは属州ブリタニアへと派遣された。一説に彼らが持ち込んだサルマタイ神話がアーサー王伝説の由来の一つになったとも言われている。元老院は新たにアウレリウス帝へ「サルマティクス」（Sarmaticus）の称号を与えた。続く勝利にアウレリウス帝は積極策へと方針を変えて国境をカルパティア山脈とボヘミア地方にまで拡大する計画を立てたが、これはガイウス・アウィディウス・カッシウスの反乱によって頓挫した。アウレリウス帝はマルコマンニ軍の同盟部隊を連れて遠征軍を東方属州へ向け、アウィディウス軍の反乱を早期に討伐した。
176年、一連の戦闘を終えて、アウレリウス帝は8年ぶりにローマへと凱旋して嫡男コンモドゥスと共に凱旋式を行い、息子にゲルマニクスとサルマティクスの称号を分与した。後にこの時の勝利を祝ってトラヤヌスの記念柱にあやかってマルクス・アウレリウスの記念柱が建造される事になる。しかしこの休戦は僅かな間しか機能しなかった。

### 第二次遠征（177年-180年）

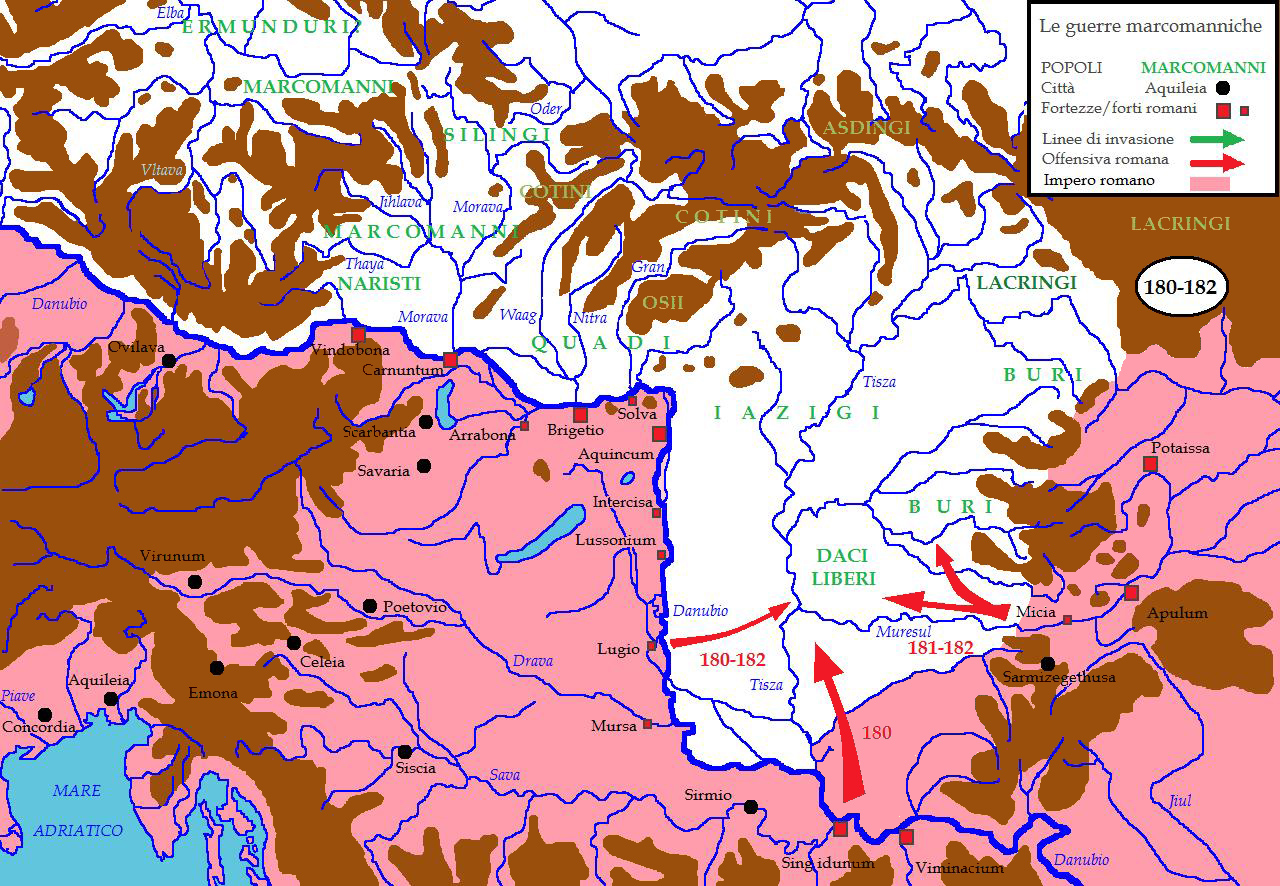
180年から182年にかけてのローマ軍の作戦行動

177年にクァディ人とマルコマンニ人が帝国領土へ侵入を再開、アウレリウス帝は国境外への第二次遠征（secunda expeditio germanica）を決定した。178年にカルヌントゥムに再入城したアウレリウス帝はマルコマンニ軍に対する攻撃を経て、179年からはクァディ軍への対処に従事した。マルクス・ウァレリウス・マキシミヌス将軍率いる帝国軍はラウガリキオの戦いでクァディ軍に決定的な勝利を収めた。更に別働隊の追撃も成功してマルコマンニ人とクァディ人はゲルマニア中央へと撤収した。
180年、アウレリウス帝は国境線を北方に延長するという積極策な攻勢計画を立てていたが、その最中にウィンドボナの陣営地で病没した。帝位は直ちに嫡男である皇子コンモドゥスに引き継がれ、彼は戦争の総指揮権を委ねられた。だが新皇帝は戦争の長期化や軍事費の膨大化など帝国にとって負担となっていた戦争を切り上げる決断を下した。クァディ人とマルコマンニ人については帝国への年貢と同盟兵の提供を引き換えに和睦を結び、帝国の従属勢力に加える事で戦争を終えた。一方でジャマタエ人などダキア地方で抵抗を続けていた蛮族には戦いが継続され、幾つかの軍事的勝利を得た上で帝国領土から押し返した。
182年、凱旋したコンモドゥス帝は元老院からジャマタエ人などへの勝利を評価され「ゲルマニクス・マキシムス」（Germanicus Maximus）の称号を与えられた。戦いはドナウ川とライン川流域での国境防衛が不十分であることを皇帝に痛感させ、以降は全軍団の半数近く（33個軍団中16個軍団）を二つの流域に配置している。
コンモドゥス帝が結んだ和平は長期間に亘って維持されるが、4世紀・5世紀に本格化する動乱で再び領内に蛮族は侵入し始める。そしてこの時にはもはや帝国軍は蛮族を押し返すことができなかった。

## 引用
1. ↑  Historia Augusta, Marcus Aurelius, 12, note 92
2. ↑  Meditations, Book 1, at the Internet Classics Archive
3. ↑  Haines, C. R. (1916), “Introduction”, The communings with himself of Marcus Aurelius Antoninus, William Heinemann, p. xi
4. ↑  BBC: Past pandemics that ravaged Europe, 7 November 2005
5. ↑  Historia Augusta, Lucius Verus, 9.7-11
6. ↑  Cassius Dio, LXXII.8-10
7. ↑  Cassius Dio, LXXII.13-14
8. ↑  Cassius Dio, LXXII.16
9. ↑  A branch of the Sarmatians, the Iazyges were much prized as heavy, or "cataphract", cavalry
10. ↑  Historia Augusta, Marcus Aurelius, 24.5

## 資料

### 古代
- The Historia Augusta, Lives of Marcus Aurelius 1 & 2, Lucius Verus and Commodus (Loeb Classical Library edition).
- Cassius Dio, Historia romana, Books LXXII & LXXIII
- Herodian, History of the Roman Empire since the Death of Marcus Aurelius, Book I, Ch. 1-6
- The column of Marcus Aurelius in Rome, which depicts the campaign